# Àlgebra de Banach
En matemàtiques, especialment en l'anàlisi funcional, una àlgebra de Banach, que porta el nom d'Stefan Banach, és una àlgebra associativa {\displaystyle A} sobre els nombres reals o complexos (o sobre un camp normat complet no arquimède) que alhora és també un espai de Banach, és a dir, un espai normat que és complet en la mètrica induïda per la norma. La norma és necessària per satisfer
{\displaystyle \|x\,y\|\ \leq \|x\|\,\|y\|\quad {\text{ for all }}x,y\in A.}
Això garanteix que l'operació de multiplicació sigui contínua.
Una àlgebra de Banach s'anomena unital si té un element d'identitat per a la multiplicació la norma de la qual és {\displaystyle 1,} i commutativa si la seva multiplicació és commutativa. Qualsevol àlgebra de Banach {\displaystyle A} (tant si té un element d'identitat com si no) es pot incrustar isomètricament en una àlgebra de Banach unital {\displaystyle A_{e}} per tal de formar un ideal tancat de {\displaystyle A_{e}}. Sovint hom assumeix a priori que l'àlgebra considerada és unital: perquè es pot desenvolupar gran part de la teoria considerant {\displaystyle A_{e}} i després aplicant el resultat a l'àlgebra original. No obstant això, aquest no és el cas tot el temps. Per exemple, no es poden definir totes les funcions trigonomètriques en una àlgebra de Banach sense identitat.
La teoria de les àlgebres de Banach reals pot ser molt diferent de la teoria de les àlgebres de Banach complexes. Per exemple, l'espectre d'un element d'un àlgebra de Banach complexa no trivial no pot estar mai buit, mentre que en una àlgebra de Banach real podria estar buit per a alguns elements.
Les àlgebres de Banach també es poden definir sobre camps de {\displaystyle p}-nombres àdics. Això forma part de {\displaystyle p}-Anàlisi àdica.

## Exemples
L'exemple prototípic d'àlgebra de Banach és {\displaystyle C_{0}(X)}, l'espai de funcions contínues (de valors complexos), definit en un espai de Hausdorff localment compacte {\displaystyle X}, que s'esvaeixen a l'infinit. {\displaystyle C_{0}(X)} és unitari si i només si {\displaystyle X} és compacte. La conjugació complexa és una involució, {\displaystyle C_{0}(X)} és de fet una àlgebra C*. De manera més general, cada àlgebra C* és una àlgebra de Banach per definició.
- El conjunt de nombres reals (o complexos) és una àlgebra de Banach amb norma donada pel valor absolut.
- El conjunt de totes les matrius n x n reals o complexes esdevé una àlgebra de Banach unitària si l'equipem amb una norma matricial submultiplicativa.
- Prendre l'espai de Banach {\displaystyle \mathbb {R} ^{n}} (o {\displaystyle \mathbb {C} ^{n}}) amb la norma {\displaystyle \|x\|=\max _{}|x_{i}|} i definir la multiplicació per components: {\displaystyle \left(x_{1},\ldots ,x_{n}\right)\left(y_{1},\ldots ,y_{n}\right)=\left(x_{1}y_{1},\ldots ,x_{n}y_{n}\right).}
- Els quaternions formen una àlgebra de Banach real de 4 dimensions, amb la norma donada pel valor absolut dels quaternions.
- L'àlgebra de totes les funcions acotades de valors reals o complexos definides en algun conjunt (amb multiplicació puntual i la norma suprema) és una àlgebra de Banach unital.
- L'àlgebra de totes les funcions contínues acotades de valors reals o complexos en algun espai localment compacte (de nou amb operacions puntuals i norma suprema) és una àlgebra de Banach.
- L'àlgebra de tots els operadors lineals continus en un espai de Banach E (amb la composició funcional com a multiplicació i la norma de l'operador com a norma) és una àlgebra de Banach unitària. El conjunt de tots els operadors compactes a {\displaystyle E} és una àlgebra de Banach i un ideal tancat. No té identitat si {\displaystyle \dim E=\infty .}
- Si G és un grup topològic de Hausdorff localment compacte i {\displaystyle \mu } és la seva mesura de Haar, aleshores l'espai de Banach {\displaystyle L^{1}(G)} de tot les funcions integrables {\displaystyle \mu } a G esdevenen una àlgebra de Banach sota la convolució {\displaystyle xy(g)=\int x(h)y\left(h^{-1}g\right)d\mu (h)} per a {\displaystyle x,y\in L^{1}(G).}
- Àlgebra uniforme: Àlgebra de Banach que és una subàlgebra de l'àlgebra complexa C(X) amb la norma suprema i que conté les constants i separa els punts de X (que ha de ser un espai de Hausdorff compacte).
- Àlgebra de funció de Banach natural: una àlgebra uniforme tots els caràcters de la qual són avaluacions en punts de X.
- C*-àlgebra: Àlgebra de Banach que és una *-subàlgebra tancada de l'àlgebra d'operadors acotats en algun espai de Hilbert.
- Àlgebra de mesures: Àlgebra de Banach que consisteix en totes les mesures de radó en algun grup localment compacte, on el producte de dues mesures ve donat per convolució de mesures.
- L'àlgebra dels quaternions H és una àlgebra de Banach real, però no és una àlgebra complexa (i, per tant, una àlgebra de Banach complexa) per la senzilla raó que el centre dels quaternions són els nombres reals, que no pot contenir una còpia dels nombres complexos.
- Una àlgebra afínoide és un cert tipus d'àlgebra de Banach sobre un camp no arquimède. Les àlgebres afínoides són els blocs bàsics de la geometria analítica rígida.